# Silke Biendel
Silke Biendel (* 23. Januar 1969 in Saarbrücken) ist deutsche Politikerin und Mitglied der SPD. Sie war zwischen 2009 und 2012 Mitglied im Landtag des Saarlandes.

## Ausbildung und Beruf
Biendel legte 1988 ihre Fachhochschulreife an einer Höheren Handelsschule ab und begann dann eine Ausbildung zur Bürokauffrau bei der Arbeiterwohlfahrt (AWO). 
Nach ihrer Ausbildung arbeitete Biendel von 1990 bis 1996 als Verwaltungsangestellte im Seniorenzentrum der AWO Sulzbach/Saar. 1997 erhielt sie, nach zweijähriger Zusatzausbildung an der Akademie für Betriebs- und Unternehmensführung, ihre staatliche Anerkennung als Betriebswirtin. Von 1996 bis 2006 war Biendel in der Verwaltungsleitung des Seniorenzentrums der AWO in Sulzbach tätig. 
Seit 2006 ist sie Verwaltungsdirektorin für die Seniorenzentren in St. Ingbert, Bexbach und Sulzbach.

## Partei
Seit 1997 ist Silke Biendel Mitglied der SPD. 1999 wurde Biendel Mitglied im Stadtrat von Sulzbach.
Seit 2000 ist sie Vorsitzende der Arbeitsgemeinschaft sozialdemokratischer Frauen (AsF) von Sulzbach und seit 2006 Mitglied im Landesvorstand der AsF. Bei der Landtagswahl im Saarland 2009 zog Biendel über die Landesliste in den Landtag ein. Mit der vorgezogenen Landtagswahl vom 25. März 2012 schied sie aus dem Landtag aus.